# Østblokken
Østblokken var under Den kolde krig den almene betegnelse for landene, der definerede sig som socialistiske og som politisk og militært var allierede med Sovjetunionen. Østblokken bestod af følgende central- og østeuropæiske lande:
- Bulgarien
- Rumænien
- Ungarn
- DDR
- Polen
- Albanien (frem til 1960, se nedenfor)
- Sovjetunionen
- Tjekkoslovakiet

Østblokken blev typisk betragtet som sammenfaldende med underskriverne af Warszawapagten, eller medlemslandene i Comecon (hvilket til dels er misvisende).
Jugoslavien var aldrig en del af Østblokken (eller Warszawapagten). Selv om Jugoslavien erklærede sig som socialistisk, etablerede landet sig som en neutral stat under Den kolde krig. Albanien (under ledelse af Enver Hoxha) suspenderede sit medlemskab af Comecon i 1961 og meldte sig i 1968 ud af Warszawapagen. Landet knyttede sig i perioden efter 1960 tættere til Kina.

Landene i Østblokken blev holdt under den sovjetiske indflydelsessfære, af og til med militær magt. En folkeopstand i DDR blev slået ned i 1953, Ungarn blev invaderet i 1956 efter at have styrtet sin pro-sovjetiske regering, og Tjekkoslovakiet blev invaderet i 1968 efter en række omfattende liberaliseringer kendt som Foråret i Prag. Sidstnævnte blev internt i Sovjetunionen begrundet med Brezjnevdoktrinen. Brezjnevdoktrinen og truslen om sovjetisk intervention blev ophævet i 1989 og erstattet med den såkaldte Sinatra-doktrin, der markerede, at de central- og østeuropæiske lande var frie til at gå deres egne veje uden at frygte for sovjetisk indblanding. Dette var stærkt medvirkende til, at de kommunistiske regeringer i Østtyskland, Tjekkoslovakiet og Bulgarien blev afsat få måneder senere.